# Brachyamytta mcculloughae
Brachyamytta mcculloughae är en insektsart som beskrevs av Naskrecki 2008. Brachyamytta mcculloughae ingår i släktet Brachyamytta och familjen vårtbitare. Inga underarter finns listade i Catalogue of Life.